# Émile Moselly
Émile Moselly (n. 12 august 1870, Paris, Franța – d. 2 octombrie 1918, Quimper, Bretagne, Franța) a fost un scriitor francez care a câștigat Premiul Goncourt în 1907. 

## Biografie
Moselly s-a născut la Paris. A absolvit cu diplomă de Asociat în Arte la examenele din 1895 (avea atunci 25 de ani). A predat la Montauban, Orleans, la Paris (liceul Voltaire) și la Neuilly-sur-Seine (Liceul Pasteur). A apărut alături de Charles Péguy, printre primii autori ai Cahiers de la Quinzaine (fondat în 1901 de Peguy).
A fost un autor regionalist, adânc înrădăcinat în Lorena rurală, unde se afla adesea în casa părintească din Chaudeney-sur-Moselle (Cantonul Toul). A primit Premiul Goncourt în 1907 pentru Le Rouet d'Ivoire. A murit brusc (de infarct) între Lorient și Quimper, în Chaudeney-sur-Moselle, la 2 octombrie 1918, în trenul Quimper-Paris, pe când se întorcea din vacanțele petrecute la Lesconil.
Arhivele sale (manuscrise, dovezi corectate) au fost donate în 2007 de către familia sa orașului Nancy; sunt depuse la Biblioteca municipală din Nancy.

## Operă
- L'Aube fraternelle,
- Contes de guerre pour Jean-Pierre,
- Les Etudiants,
- Fils de gueux,
- Les Grenouilles dans la mare,
- La Houle,
- Jean des Brebis ou le livre de la misère,
- Joson Meunier : histoire d'un paysan lorrain,
- Le Journal de Gottfried Mauser ,
- Le Rouet d'ivoire : enfances lorraines ,
- Terres lorraines.
- La Charrue d'Érable.